# Португальско-бразильский договор
Португальско-бразильский договор 1825 года или договор Рио-де-Жанейро — договор, подписанный при посредничестве Великобритании в Рио-де-Жанейро 29 августа 1825 года Королевством Португалия и самопровозглашённой Бразильской империей, формально завершивший португальско-бразильскую войну и официально признавший Бразилию независимым государством. Ратифицирован 30 августа 1825 года императором Бразилии Педру I и 15 ноября 1825 года королём Португалии Жуаном VI. Вошёл в силу 15 ноября 1825 года после обмена в Лиссабоне ратификационными документами.
Жуан VI оставался королём Португалии и Алгарве и номинально носил титул императора Бразилии до своей смерти в 1826 году. Де-факто и де-юре императором Бразилии стал его сын Педру I.